# ヘスペレチン
ヘスペレチン(Hesperetin)は、フラバノンを骨格に持つO-メチル化フラボノイドの一種である。エリオジクチオールの4'位の水酸基(-OH)をメトキシ基(-OCH3)に置換した構造をもつ。

## 配糖体
- ヘスペリジンは、ヘスペレチンの7-ルチノシド。構造中の糖部分のため水に可溶であり、消化されるとアグリコンのヘスペレチンを放出する。ミカン属の果実に含まれる。
- ネオヘスペリジン（英語版）は、ヘスペレチンの7-ネオヘスペリドシドである。
- ヘスペレチン-7-ラムノシドはカキバチシャノキ(Cordia obliqua)から単離される[1]。